# جان لوران رافيرا
جان لوران رافيرا (بالفرنسية: Jean Laurent Ravera)‏ (مواليد 29 أغسطس 1979) هو سبّاح من موناكو، مثّل بلاده في الألعاب الأولمبية الصيفية 2004.

## روابط خارجية
جان لوران رافيرا على موقع الاتحاد الدولي للسباحة (الإنجليزية)
- جان لوران رافيرا على موقع أوليمبيديا (الإنجليزية)